# Kaduna (delstat)
 For alternative betydninger, se Kaduna (flertydig). (Se også artikler, som begynder med Kaduna)
Kaduna er en delstat i den centrale del af Nigeria. Den blev oprettet i 1967 under navnet North-Central State, hvilket blev ændret til det nuværende navn i 1976. En del af delstaten brød i 1987 ud og dannede delstaten Katsina. Delstaten har 6.849.028 indbyggere (2005), hvoraf de fleste tilhører de muslimske hausa- og fulanifolk.

## Geografi
I Kaduna er der store savanneområder. Floden Kaduna, en biflod til Niger, løber i en bue fra øst til vest gennem delstaten.
Kaduna grænser mod nord til delstaten Katsina, mod nordvest til delstaten Zamfara, mod nordøst til delstaten Kano, mod syd til Federal Capital Territory, mod syd til delstaten Nassarawa, mod vest til delstaten Niger og mod øst til delstaten Bauchi og Plateau. Kamuku-Nationalparken ligger i den nordvestlige del af delstaten.

### Inddeling
Kaduna er inddelt i 23 Local Government Areas med navnene: Birnin-Gwari, Chikun, Giwa, Igabi, Ikara, Jaba, Jema'a, Kachia, Kaduna North, Kaduna South, Kagarko, Kajuru, Kaura, Kauru, Kubau, Kudan, Lere, Makarfi, Sabon-Gari, Sanga, Soba, Zangon-Kataf og Zarki.
Her avles bomuld og jordnødder til eksport, men også smørtræbønner, ingefær, løg og sojabønner, hirse og durra. Man holder kvæg, høns og får. Huder og skind bearbejdes til eksport. Delstaten har en omfattende industri, hovedsageligt i hovedsagen Kaduna.

## Eksterne kilder og henvisninger
- Om Kaduna på NgEX.com
- Om delstaten Kaduna på Store Norske Leksikon

10°20′N 7°45′Ø / 10.333°N 7.750°Ø